# Menachem Ziemba
Menachem Ziemba, in ebraico מנחם זמבה‎? (Praga (Varsavia), 1883 – Varsavia, 23 aprile 1943), rabbino, posek (decisore) e importante talmudista, commentatore del Talmud di Gerusalemme (Yerushalmi). Vittima dell'Olocausto, fu ucciso a fucilate dai nazisti nel Ghetto di Varsavia.

## Biografia
Rabbi Ziemba nacque a Praga, un sobborgo di Varsavia, nel 1883. Suo padre, Elazar, morì quando Menachem era ancora bambino e venne cresciuto da suo nonno, Rabbi Avraham Ziemba, chassid del Rebbe di Kotzk. Sin da giovane, Ziemba si dimostrò uno studioso della Torah geniale e maestro chassidico di fama. A 18 anni, già sposato, si dedicò intensamente agli studi ebraici e per diversi decenni scrisse trattati e commentari, riempiendo più di 10000 pagine di testi esegetici, oltre ad insegnare alla locale Mesivta Yeshivah.
Per umiltà e devozione alla Torah, rifiutò posizioni prestigiose di rabbinato, tra cui un'offerta di Rabbino capo di Gerusalemme. Tuttavia, nel 1935, spinto dal proprio rabbino, Ziemba iniziò ad assumere importanti ruoli e obblighi comunitari. Presto divenne rinomato internazionalmente per la sua saggezza e venne eletto ad una posizione direttiva della Agudas Yisroel, organizzazione centrale dell'ebraismo ortodosso aschenazita. Dopo l'invasione nazista della Polonia, Ziemba venne relegato al Ghetto di Varsavia insieme ad altri 400 000 ebrei, in un'area inferiore ai 4 km². Nonostante avesse perso la moglie nel Ghetto, Rabbi Ziemba operò continuamente "ispirando speranza e ottimismo tra i correligionari, lavorando indefessamente per assicurare che gli ebrei continuassero ad osservare la Legge ebraica nel Ghetto," importando clandestinamente approvvigionamenti (tra cui alimenti kosher per la Pesach) e articoli religiosi, organizzando luoghi di studio biblico e insegnando segretamente l'ebraismo.

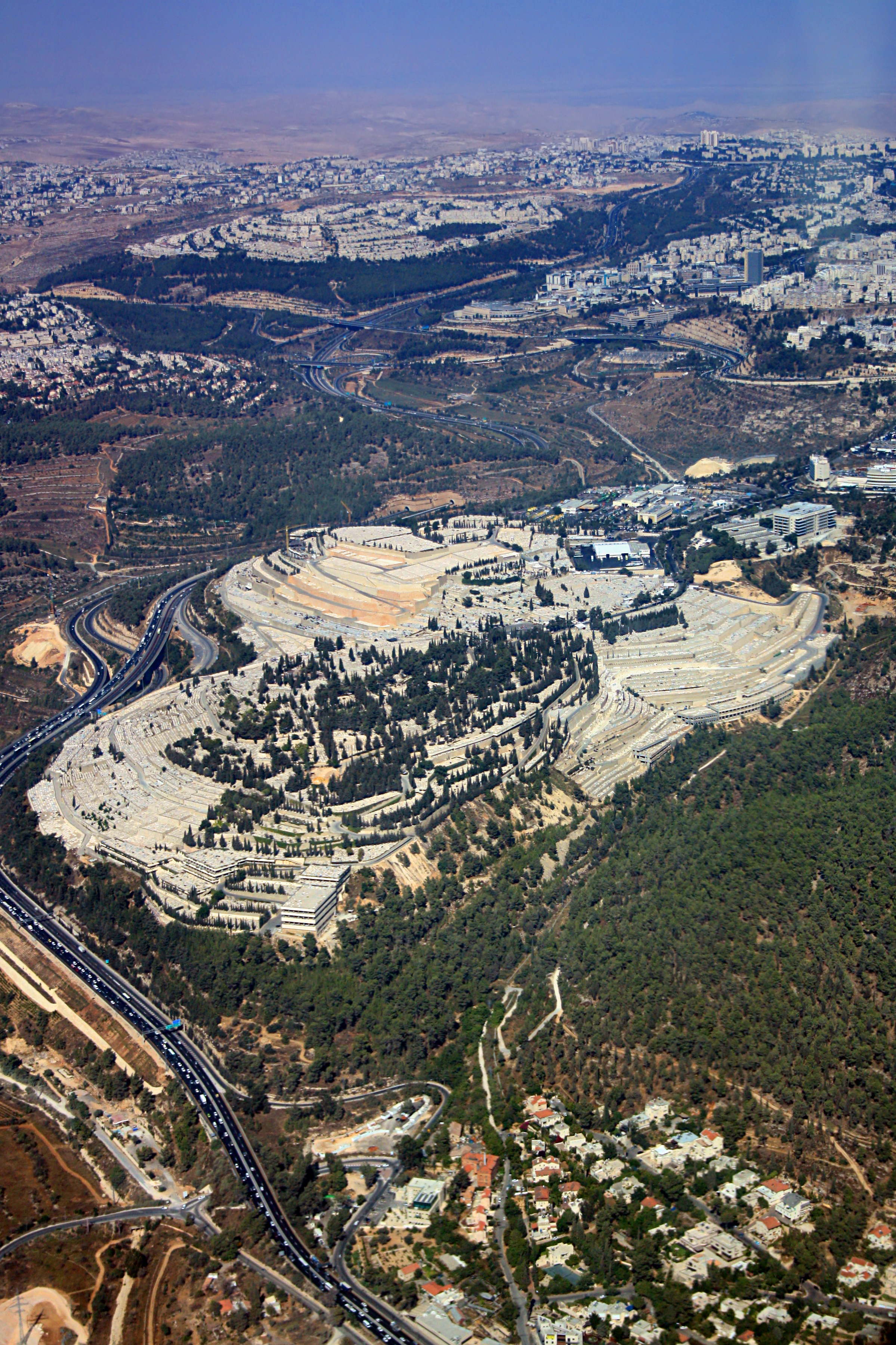
Veduta aerea del Cimitero Har HaMenuchot, dove riposa Rabbi Ziemba

Rabbi Ziemba ebbe molte opportunità di lasciare il Ghetto (una offerta dalla Chiesa cattolica), ma si rifiutò di abbandonare la sua gente. Sebbene favorisse la resistenza passiva, dopo le deportazioni del 1942 con l'uccisione di centinaia di migliaia di ebrei, Rabbi Ziembasi si convinse che gli ebrei dovessero reagire combattendo. Fu un sostenitore importante della rivolta del ghetto di Varsavia del 1943 e fu il primo a donare fondi affinché si acquistassero armi. Per sedare la rivolta, i nazisti cominciarono a distruggere il Ghetto, rasandolo al suolo con bombardamenti e fuoco. Rabbi Ziemba fu catturato in uno di questi incendi e colpito da proiettili delle truppe SS mentre fuggiva, il giorno 19 del mese di Nisan 5703 (23 aprile 1943). Un gruppo di suoi fedeli si riunì in un Beth Din e decise di seppellirlo temporaneamente in una tomba del cortile di Kupiecka 4 (rione del ghetto). Dopo la rivolta, il resto della sua famiglia venne catturata e deportata al campo di sterminio di Treblinka, dove tutti i membri vennero uccisi. La maggior parte dei suoi scritti e insegnamenti furono bruciati nel Ghetto di Varsavia, sebbene tre libri siano sopravvissuti e sono tutt'oggi studiati.

### Poscritto
Nel 1958, venendo a conoscenza che il Governo polacco intendeva ricostruire l'area del Ghetto che comprendeva la tomba di Rabbi Ziemba, i nipoti Rabbi Avraham e Rabbi Yitzchok Meir Ziemba (che erano stati con lui fino alla fine) e altri si interessarono affinché la salma fosse esumata e portata in Israele. Dopo settimane di lavoro per identificarne la collocazione (tutti i punti di riferimento ricordati dai sopravvissuti erano stati da tempo distrutti), la tomba fu infine identificata da un geometra incaricato dell'esumazione. La salma fu portata in Israele con aereo e, dopo una cerimonia funebre presenziata da tutto il Consiglio Rabbinico Moetzes Gedolei HaTorah e da migliaia di persone, Rabbi Ziemba fu sepolto al cimitero di Har HaMenuchot.

## Opere
- Totzos Chaim, opera sulle leggi che riguardano lo Shabbat, scritto in onore del suocero di Rabbi Ziemba, che era morto nel 1920
- Zera Avraham (seme di Abramo), corrispondenza tra Rabbi Ziemba e Rabbi Avraham Luftbier di Varsavia, morto in età giovane
- Gur Arye Yehuda, libro di novellae scritte da Moshe Yehuda Arye, figlio prodigio di Rabbi Ziemba, morto a 19 anni nel 1924. Contiene anche della corrispondenza tra padre e figlio.[1]

Migliaia di pagine scritte da Rabbi Ziemba andarono distrutte nell'incendio del Ghetto di Varsavia. Tra queste c'era un trattato dedicato al Rambam (Maimonide) intitolato Machaze Hamelech, un altro sul Talmud gerosolimitano intitolato Menachem Yerushalaim, e centinaia di responsa ebraici e novellae sul Talmud babilonese, lo Shulchan Arukh, il Midrash e molte altre parti della Torah.